# Eschmarer Mühle

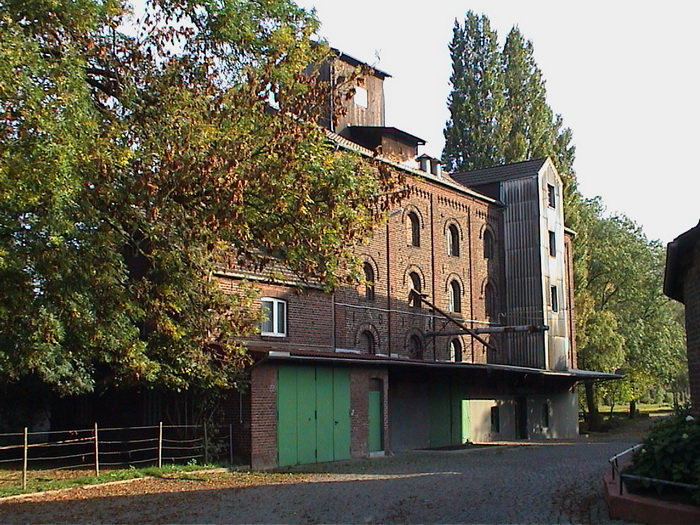
Eschmarer Mühle

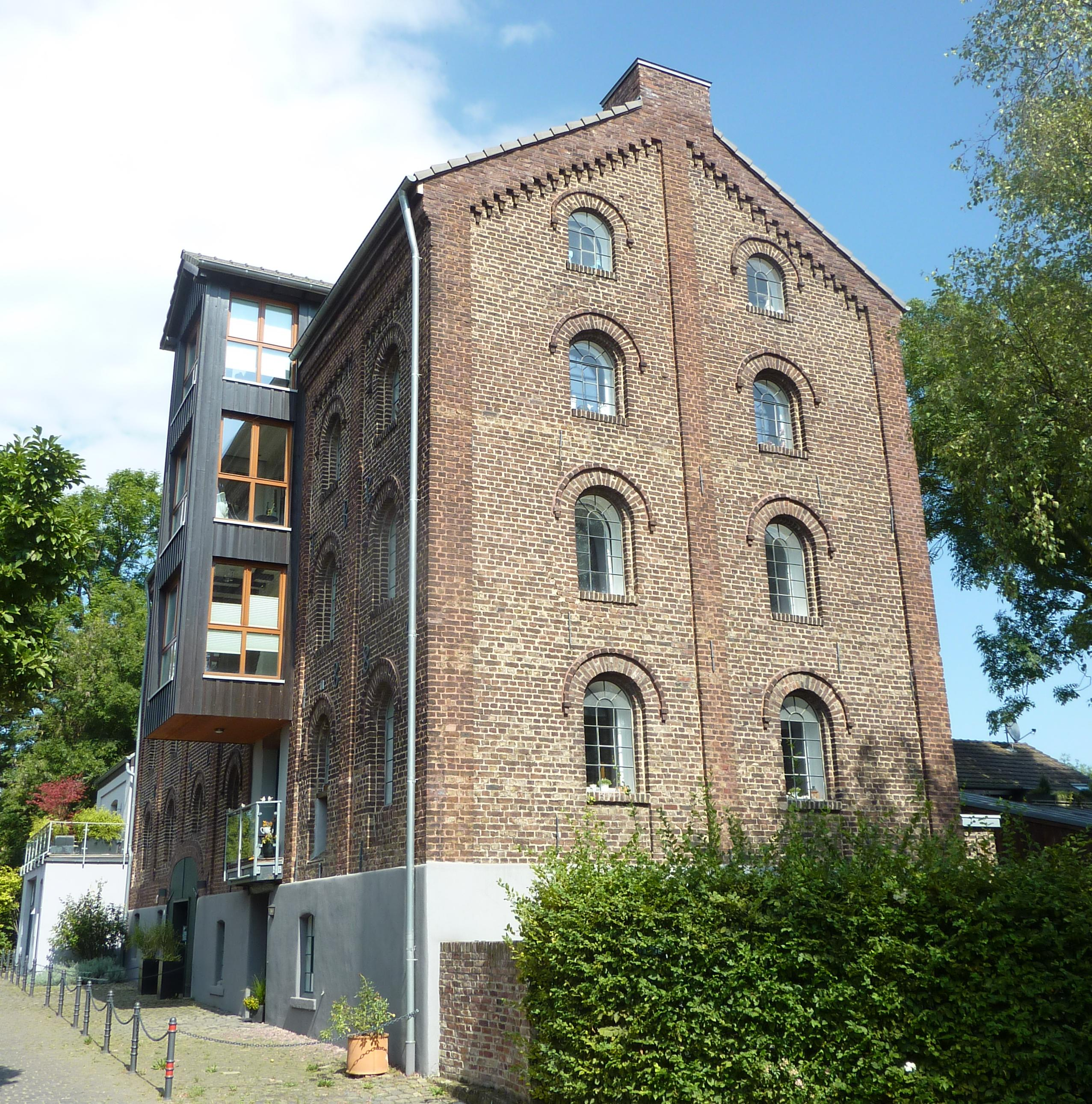
Vorderansicht

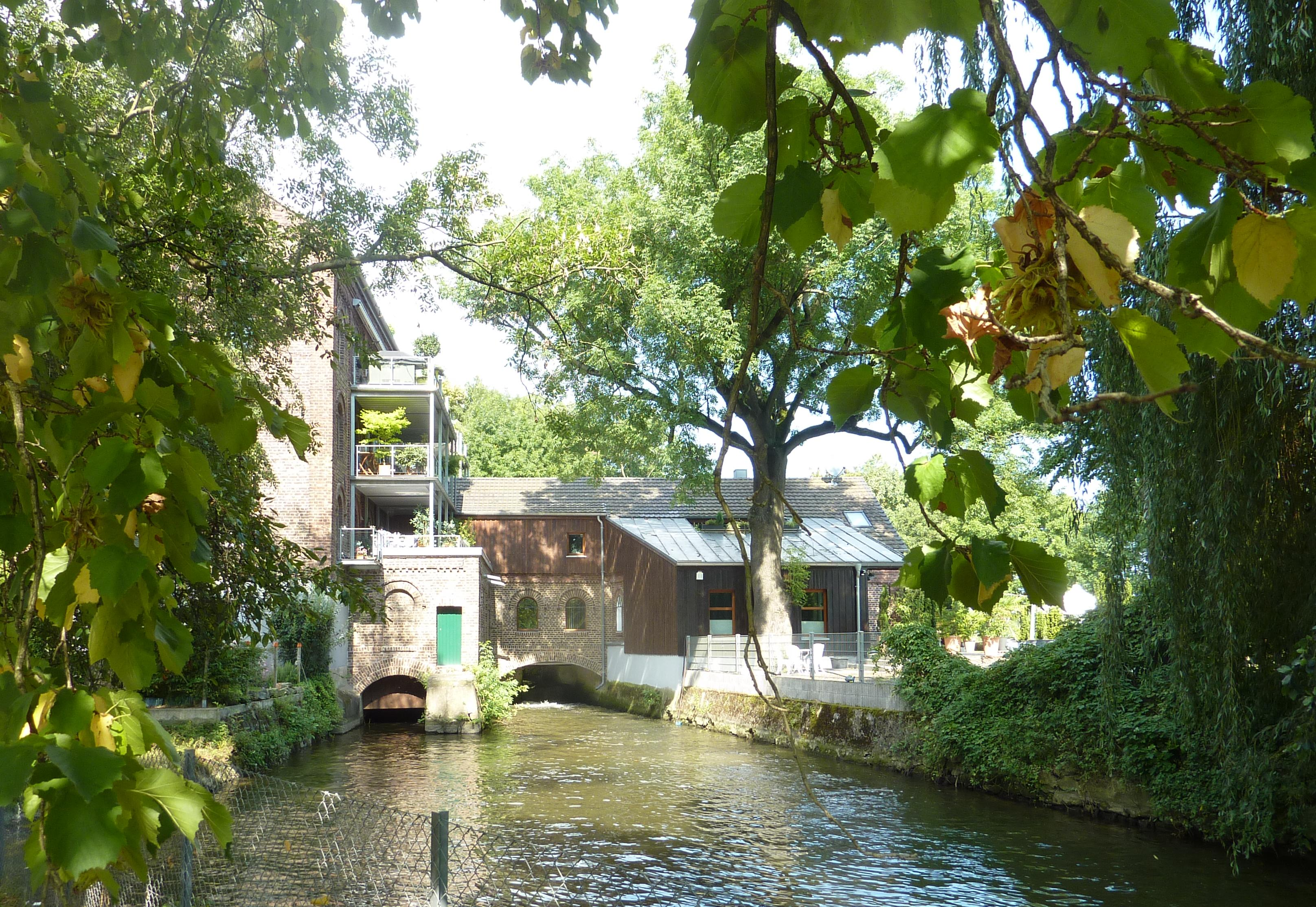
Mühlengraben

Die Eschmarer Mühle ist eine ehemalige Wassermühle in der Ortschaft Eschmar von Troisdorf im Rhein-Sieg-Kreis in Nordrhein-Westfalen.

## Geschichte
Die Eschmarer Mühle wurde 1884 als Getreide- und Ölmühle errichtet. 1885 erhielt sie ein Mahlwerk mit Holzzähnen. Erste bauliche Veränderungen am Mühlengebäude wurden 1892 vorgenommen. In den Jahren 2008 und 2009 entstanden moderne Wohnungen aus Teilen des Mühlengebäudes sowie aus neuen Anbauten.

## Beschreibung
Der am Mühlengraben gelegene Mühlenkomplex umfasst neben dem eigentlichen Mühlengebäude das Wohnhaus des ehemaligen Mühlenbesitzers Bouserath und Wirtschaftsgebäude. Das dreigeschossige Wohnhaus ist ein spätklassizistischer Backsteinbau, dessen anschließender Gebäudetrakt teilweise zu Wohnzwecken umgestaltet ist. Auch die beiden mehrgeschossigen Wirtschaftstrakte sind in Backsteinbauweise errichtet.
Im Erdgeschoss des Mühlengebäudes befinden sich die Transmissionsräder. Die darüber liegenden Ebenen beherbergen die zum Produktionsablauf benötigten Böden, den Walzenboden, den Rohrboden und den Putzboden, sowie den Sichter.
Angetrieben wird das Mahlwerk durch ein unterschlächtiges Wasserrad. Beide Anlagen sind bis heute erhalten und noch funktionsfähig. Das mit Holzzähnen bestückte Mahlwerk wurde 1885 von der Friedrich Wilhelms-Hütte produziert. Über den Mühlengraben, ein Nebenarm der Sieg, spannt sich ein Segmentbogen als eingeschossiger Verbindungstrakt zu einem östlich gelegenen niedrigeren Speichergebäude. Die Elektroanlage zum Mahlbetrieb befindet sich im westlichen Mahlgebäude.

## Denkmalschutz
Der Mühlenbetrieb mit Wasserrad und Mahlwerk der Sieglarer Mühle steht als Baudenkmal unter Denkmalschutz.
.